# ラシャード・タッカー
ラシャード・タッカー（Rashad Tucker、1975年1月12日 - ）は、アメリカ合衆国・イリノイ州出身のプロバスケットボール選手である。ポジションはフォワード。202cm、102kg。

## 来歴
サウザンイリノイ大学からベルギー、ギリシャのプロリーグを経て、2000年よりCBAのロックフォード・ライトニングに所属。
2001年にベネズエラリーグを経て、アイシンシーホースに所属。当時オールジャパンは外国人禁止だったため優勝の輪には加われなかったが、スーパーリーグではプレーオフ進出に貢献した。
その後はCBAに戻り、ドイツリーグを経て、2003-04シーズン途中よりオーストラリアのNBLに移籍。NBLでは3チームに在籍。メルボルン・タイガースでは2005-06シーズンの優勝に貢献した。
2008年、仙台89ERSに入団。
平均11得点も3ポイント成功率15％と伸び悩み、退場5回も記録してしまい、2009年1月契約解除。